# Bereźniaki (rejon żytkowicki)
Bereźniaki (biał. Беразнякі, Bierazniaki; ros. Березняки, Bieriezniaki) – wieś na Białorusi, w obwodzie homelskim, w rejonie żytkowickim, w sielsowiecie Milewicze.

## Historia
W XIX i w początkach XX w. wieś i folwark położone w Rosji, w guberni mińskiej, w powiecie mozyrskim.
W dwudziestoleciu międzywojennym leżały w Polsce, w województwie poleskim, w powiecie łuninieckim, w gminie Lenin (Sosnkowicze). W 1921 miejscowość liczyła 478 mieszkańców, zamieszkałych w 88 budynkach, w tym 455 Białorusinów i 23 Polaków. 455 mieszkańców było wyznania prawosławnego, 12 mojżeszowego i 11 rzymskokatolickiego.
Po II wojnie światowej w granicach Związku Sowieckiego. Od 1991 w niepodległej Białorusi.